# Gottfried Heinrich Stölzel
Gottfried Heinrich Stölzel (Grünstädtel (nu: Schwarzenberg), district Erzgebirgskreis, 13 januari 1690 – Gotha, 27 november 1749) was een Duits componist, kapelmeester en muziektheoreticus.

## Levensloop
Stölzel werd als tweede van negen kinderen van Heinrich Stölzel en Katharina Lange geboren. Zijn vader was sinds 1687 leraar en organist aan de plaatselijke school, respectievelijk kerk en in datzelfde jaar met Katharina Lange gehuwd. Zij woonden in het schoolgebouw. Van zijn vader kreeg hij de eerste klavierles.
In 1703 ging hij in Schneeberg (Erzgebirge) en in 1705 in Gera op het gymnasium. In 1707 werd hij in Leipzig student theologie en nam muzieklessen onder ander bij Melchior Hoffmann. Hij was korte tijd in Italië en in Praag. Van 1710 tot 1712 gaf hij muzieklessen bij adellijke families in Breslau (nu: Wrocław) en Stölzel begon met zijn eerste composities. In 1713 ging hij opnieuw naar Italië en kwam in contact met Francesco Gasparini, Antonio Vivaldi en Giovanni Bononcini.
In 1718 was hij terug en werd hofkapelmeester in Gera. In 1719 huwde hij met Christiane Dorothea Knauer, een dochter van de rechter Johann Knauer. Uit dit huwelijk werden tien kinderen geboren. In 1719 vertrok de jonge familie naar Gotha, waar Gottfried Heinrich Stölzel door hertog Frederik II van Saksen-Gotha-Altenburg tot hofkapelmeester benoemd werd. Verder was hij werkzaam als muziekleraar en schreef hij verschillende muziektheoretische werken. In de jaren dertig kreeg hij verschillende compositie-opdrachten van het hof in Sondershausen, vooral geestelijke vocale muziek en muziek voor feestelijke gelegenheden.
Stölzel was als componist zeer productief. Zijn buitengewone faam bereikte verschillende malen die van zijn tijdgenoot Johann Sebastian Bach. Naast talrijke werken voor orkest en kamermuziek componeerde hij ook oratoria, missen, een opera, motetten, passie-muziek en wereldlijke cantates. Een belangrijk deel van zijn werken is verloren gegaan. Als zijn bekendst werk geldt het kerstoratorium, een tiendelige cantate-cyclus, die voor het eerst op Kerstmis 1736 tot Epifanias in 1737 werd uitgevoerd.

## J.S. Bach
Dat in het oeuvre van Johann Sebastian Bach opvallende sporen van Stölzel zijn aan te wijzen, wijst erop dat Bach het werk van zijn collega hogelijk gewaardeerd heeft. Zo noteerde Bach in het Clavier-Büchlein für Wilhelm Friedemann Bach een klavecimbelsuite van de componist - Partia geheten - waarbij hij aan het Menuet een eigen Trio toevoegde.
Een tweede Stölzelspoor bevindt zich in het Clavier-Büchlein für Anna Magdalena Bach uit 1725. Het is de welbekende Aria Bist Du bei mir dat afkomstig blijkt uit Stölzels opera  Diomedes oder die triumphierende Unschuld uit 1718. Bach wijzigde in zijn klavieruittreksel van dit opera-onderdeel de basso continuopartij vrij beduidend.
Het derde spoor betreft de tot voor kort aan Bach toegeschreven religieuze aria Bekennen will ich seinen Namen (BWV 200). In werkelijkheid gaat het om een omvangrijke bewerking van Bachs hand van de aria Dein Kreuz, o Bräutigam, miener Seelen uit Stölzels passie-oratorium Die leidende und am Kreuz sterbende Liebe Jesu uit 1720.

## Composities

### Werken voor orkest
- Concerti grossi in D-groot
- Concert, voor hobo en orkest
- Concerto in D majeur, voor hobo en orkest
- Concerto in D majeur, voor trompet en strijkers[1]

### Werken voor harmonieorkest
- Concerto grosso a quattro cori, bewerking van Bernard Rogers
- Bist du bei mir, bewerking van Siegfried Rundel

### Missen en oratoria
- 1728 Weihnachts-Oratorium 1728
  1. Kerstmis: Das Volck so im Finstern wandelt, voor sopraan, alt, tenor, bas, gemengd koor, hobo, 2 violen, altviool en cello (of orgel)
    1. Euch ist heute der Heyland gebohren 

  2. 2e kerstdag: Siehe, ich sehe den Himmel offen, voor sopraan, alt, tenor, bas, gemengd koor, 2 hobo's, 2 violen, altviool en basso continuo
  3. 2e kerstdag: Denen aus Zion wird ein Erlöser kommen, voor sopraan, alt, tenor, bas, gemengd koor, 2 hoorns, 2 hobo's, 2 violen, altviool en cello (of orgel)
  4. 3e kerstdag: Wenn dein Wort offenbahr wird, voor sopraan, alt, tenor, bas, gemengd koor, 2 hoorns, 2 hobo's, 2 violen, altviool en cello (of orgel)
  5. 3e kerstdag: Herr, du weissest alle Dinge, voor sopraan, alt, tenor, bas, gemengd koor, 2 hobo's, 2 violen, altviool en cello (of orgel)
- Duitse mis, voor gemengd koor, strijkers en basso continuo

### Opera's
- 1713 Berenice, opera, die misschien door Stöltzel is geschreven en die in 1713 in Zeitz in première ging en waaruit de aria Ja ihr angenehmsten Wangen afkomstig is.[2]
- 1718 Diomedes, Oder: Die triumphierende Unschuld, opera die grotendeels verloren is gegaan, op zeven aria's na, waarvan Bist du bei mir (SA 808) de bekendste is. De overige aria's zijn: Sage mir doch, wertes Glücke, Mein Glücke steht in deinen Händen, Mein Herze schwimmt in Blut und Tränen, Es ist die Ursach meines Leidens, Geht, ihr Küsse, geht, ihr Blicke, Zornge Sterne, laßt mich sterben.[3]

### Cantates
- 1728 Bist du der da kommen soll?, cantate voor de 3e Advent, voor sopraan, alt, tenor, bas, gemengd koor, 2 dwarsfluiten, 2 hobo's, 2 violen, altviool en cello (of orgel)
- 1728 Das Volck so im finstern Wandelt, cantate voor de Kerstmis, voor sopraan, alt, tenor, bas, gemengd koor, 3 trompetten in Es, pauken, dwarsfluit, 2 hobo's, 2 violen, altviool en cello (of orgel)
- 1728 Der Herr ist nahe, cantate voor de 4e Advent, voor sopraan, alt, tenor, bas, gemengd koor, 1 hobo, 2 violen, altviool en cello (of orgel)
- 1728 Der Herr wird ans Licht bringen, cantate voor de 3e Advent, voor sopraan, alt, tenor, bas, gemengd koor, 2 hobo's, 2 violen, altviool en cello (of orgel)
- 1728 Die Stunde ist da aufzustehen vom Schlaf, cantate voor de 1e Advent, voor sopraan, alt, tenor, bas, gemengd koor, 2 hobo's, 2 violen, altviool en cello (of orgel)
- 1728 Es ist aber geschrieben, cantate voor de 2e Advent, voor sopraan, alt, tenor, bas, gemengd koor, 2 hobo's, 2 violen, altviool en cello (of orgel)
- 1728 Es ist Nahe kommen, cantate voor de 2e Advent, voor 2 sopranen, alt, tenor, bas, gemengd koor, 2 hobo's, 2 violen, altviool en cello (of orgel)
- 1728 Euch ist heute der Heyland gebohren, cantate voor de Kerstmis, voor sopraan, alt, tenor, bas; gemengd koor, 3 trompetten in Es, pauken, 2 hobo's, 2 violen, altviool, cello (of orgel)
- 1728 Hosianna dem Sohne David, cantate voor de 1e Advent, voor sopraan, alt, tenor, bas, gemengd koor, 2 trompetten in F, 2 hobo's, 2 violen, altviool, obligate orgel en cello (of orgel)
- 1728 So man mit dem Munde bekennet, cantate voor de 4e Advent, voor sopraan, alt, tenor, bas, gemengd koor, 2 hobo's, 2 violen, altviool en cello (of orgel)
- 1728 Wenn dein Wort offenbahr wird, cantate voor de 3e kerstdag, voor sopraan, alt, tenor, bas, gemengd koor, 2 violen, altviool en cello (of orgel)
- 1728 Wer wolte dich nicht fest an Brust und Hertze schließen (Wer wollte dich nicht fest an Brust und Herze schließen), cantate voor 1e zondag na Kerstmis, voor sopraan, alt, tenor, bas, gemengd koor, 2 hobo's, 2 violen, altviool en cello (of orgel)
- 1728-1729 Christus ist durch sein Eigen Blut), cantate voor Judica (5e zondag van de vastentijd), voor sopraan, alt, tenor, bas, gemengd koor, 2 hobo's, 2 violen, altviool en cello (of orgel)
- 1728-1729 Danckest du also dem Herren deinen Gott, cantate voor Oculi (3e zondag van de vastentijd), voor sopraan, alt, tenor, bas, gemengd koor, 2 hobo's, 2 violen, altviool en cello (of orgel)
- 1728-1729 Das Gesetz ist durch Mosen gegeben, cantate voor Laetare (4e zondag van de vastentijd), voor sopraan, alt, tenor, bas, gemengd koor, 2 hobo's, 2 violen, altviool en cello (of orgel)
- 1728-1729 Dein Wort ist meines Fußes Leüchte, cantate voor Invocavit (1e zondag van de vastentijd), voor sopraan, alt, tenor, bas, gemengd koor, 2 hobo's, 2 violen, altviool en cello (of orgel)
- 1728-1729 Der Herr wird zu uns kommen wie ein Regen, cantate voor paasmaandag, voor sopraan, alt, tenor, bas, gemengd koor, 2 hobo's, 2 violen, altviool en cello (of orgel)
- 1728-1729 Die rechte des Herrn ist erhöhet, cantate voor Pasen, voor sopraan, alt, tenor, bas, gemengd koor, 3 trompetten in Es, pauken, 2 hobo's, 2 violen, altviool en cello (of orgel)
- 1728-1729 Die Sonne geht heraus wie ein Bräutigam aus seiner Kammer, cantate voor paasmaandag, voor sopraan, alt, tenor, bas, gemengd koor, 3 trompetten in F, 2 hobo's, 2 violen, altviool en cello (of orgel)
- 1728-1729 Ein jeglicher sey gesinnet, cantate voor Palmarum (Palmzondag), voor sopraan, alt, tenor, bas, gemengd koor, 2 hobo's, 2 violen, altviool en cello (of orgel)
- 1728-1729 Ich lasse dich nicht du segnest mich denn, cantate voor Reminiscere (2e zondag van de vastentijd), voor sopraan, alt, tenor, bas, gemengd koor, 2 hobo's, 2 violen, altviool en cello (of orgel)
- 1728-1729 Mein Kind wilstu Gottes Diener seyn, cantate voor Invocavit (1e zondag in de vastentijd), voor sopraan, alt, tenor, bas, gemengd koor, 2 hobo's, 2 violen, altviool en cello (of orgel)
- 1728-1729 Saget der Tochter Zion, cantate voor Palmarum (Palmzondag), voor sopraan, alt, tenor, bas, gemengd koor, 2 hobo's, 2 violen, altviool en cello (of orgel)
- 1728-1729 Warlich warlich ich sage eüch, cantate voor Judica (5e zondag van de vastentijd), voor sopraan, alt, tenor, bas, gemengd koor, dwarsfluit, 2 hobo's, 2 violen, altviool en cello (of orgel)
- 1728-1729 Was hat das Licht für Gemeinschafft mit der Finsterniß, cantate voor Oculi (3e zondag van de vastentijd), voor sopraan, alt, tenor, bas, gemengd koor, 2 hobo's, 2 violen, altviool en cello (of orgel)
- 1729 Alle Gute Gabe, cantate voor de 10e zondag na Trinitatis, voor sopraan, alt, tenor, bas, gemengd koor, 2 hobo's, 2 violen, cello en orgel
- 1729 Also gehets wer ihm Schätze sammlet, cantate voor de 1e zondag na Trinitatis, voor sopraan, alt, tenor, bas, gemengd koor, 2 hobo's, 2 violen, altviool en cello (of orgel)
- 1729 Aus Gnaden seÿd ihr seelig worden, cantate voor zondag na Nieuwjaar, voor sopraan, alt, tenor, bas, gemengd koor, 2 hobo's, 2 violen, altviool en cello (of orgel)
- 1729 Begebet eüre Leiber zum Opffer, cantate voor de 1e zondag na Epifanias, voor sopraan, alt, tenor, bas, gemengd koor, 2 hobo's, 2 violen, altviool en cello (of orgel)
- 1729 Beßre dich Jerusalem , cantate voor de 10e zondag na Trinitatis, voor sopraan, alt, tenor, bas, gemengd koor, 2 hobo's, 2 violen, altviool en orgel
- 1729 Bittet so werdet ihr nehmen, cantate voor Rogate (5e zondag na Pasen), voor sopraan, alt, tenor, bas, gemengd koor, dwarsfluit, 2 hobo's, 2 violen, altviool en cello (of orgel)
- 1729 Das Fleisch gelüstet wieder den Geist, cantate voor 14e zondag na Trinitatis, voor sopraan, alt, tenor, bas, 2 hobo's, 2 violen, altviool en orgel
- 1729 Das Gesetz ist unser ZuchtMeister gewesen, cantate voor de 18e zondag na Trinitatis, voor sopraan, alt, tenor, bas, 2 hobo's, 2 violen, altviool en orgel
- 1729 Dein Schade ist Verzweifelt böse, cantate voor de 3e zondag na Epifanias, voor sopraan, alt, tenor, bas, gemengd koor, 2 hobo's, 2 violen, altviool en cello (of orgel)
- 1729 Der Buchstabe tödet, cantate voor de 12e zondag na Trinitatis, voor sopraan, alt, tenor, bas, gemengd koor, 2 hobo's, 2 violen, altviool en cello (of orgel)
- 1729 Der Herr ist in seinem Heiligen Tempel, cantate voor de 1e zondag na Epifanias, voor sopraan, alt, tenor, bas, gemengd koor, 2 hobo's, 2 violen, altviool en cello (of orgel)
- 1729 Der Herr läßets den Aufrichtigen gelingen, cantate voor de 5e zondag na Trinitatis, voor sopraan, alt, tenor, bas, gemengd koor, 2 hobo's, 2 violen, altviool en cello (of orgel)
- 1729 Die mit Thränen säen, cantate voor Jubilate (3e zondag na Pasen), voor sopraan, alt, tenor, bas, gemengd koor, 2 hobo's, 2 violen, altviool en cello (of orgel)
- 1729 Dienet einander, cantate voor de 2e zondag na Epifanias, sopraan, alt, tenor, bas, gemengd koor, 2 hobo's, 2 violen, altviool en cello (of orgel)
- 1729 Dieser Jesus welcher Vor eüch aufgenommen ist, cantate voor Hemelvaartsdag, voor sopraan, alt, tenor, bas, gemengd koor, 2 hobo's, 2 violen, altviool en cello (of orgel)
- 1729 Dieser nimmt die Sünder an, cantate voor de 3e zondag na Trinitatis, voor sopraan, alt, tenor, bas, gemengd koor, 2 hobo's, 2 violen, altviool en cello (of orgel)
- 1729 Du hast den guten Wein bißher behalten (Du hast den guten Wein bisher behalten), cantate voor de 2e zondag na Epifanias, voor sopraan, alt, tenor, bas, gemengd koor, dwarsfluit, 2 hobo's, 2 violen, altviool en cello (of orgel)
- 1729 Ein Mensch siehet was Vor Augen ist (Ein Menscht sieht was vor Augen ist), cantate voor de 6e zondag na Trinitatis, voor sopraan, alt, tenor, bas, gemengd koor, 2 hobo's, 2 violen, altviool en cello (of orgel)
- 1729 Er hat alles wohl gemacht, cantate voor de 12e zondag na Trinitatis, voor sopraan, alt, tenor, bas, 2 hobo's, 2 violen, altviool en cello (of orgel)
- 1729 Gott ist die Liebe, cantate voor Pinkstermaandag, voor sopraan, alt, tenor, bas, gemengd koor, 2 hobo's, 2 violen, altviool en cello (of orgel)
- 1729 Haltet eüch nicht selbst für klug), cantate voor de 3e zondag na Epifanias, voor sopraan, alt, tenor, bas, gemengd koor, 2 hobo's, 2 violen, altviool en cello (of orgel)
- 1729 Herr weiße mir deinen Weg, cantate voor Trinitatis, voor sopraan, alt, tenor, bas, gemengd koor, 2 hobo's, 2 violen, altviool en cello (of orgel)
- 1729 Herr wie sind deine Wercke so groß, cantate voor Trinitatis, voor sopraan, alt, tenor, bas, gemengd koor, 2 hobo's, 2 violen, altviool en cello (of orgel)
- 1729 Hoffen wir allein in diesem Leben auf Christum, cantate voor de 11e zondag na Trinitatis, voor sopraan, alt, tenor, bas, 2 hobo's, 2 violen, altviool en cello (of orgel)
- 1729 Ich bekenne dir meine Sünde, cantate voor de 11e zondag na Trinitatis, voor sopraan, alt, tenor, bas, gemengd koor, 2 hobo's, 2 violen, altviool en cello (of orgel)
- 1729 Ich will selbst meine Schafe weiden, cantate voor Pinksterdinsdag, voor sopraan, alt, tenor, bas, gemengd koor, 2 blokfluiten, 2 dwarsfluiten, 2 hobo's, 2 violen, altviool en cello (of orgel)
- 1729 Im Schweiß deines Angesichts solst du dein Brodt eßen, cantate voor de 5e zondag na Trinitatis, voor sopraan, alt, tenor, bas, gemengd koor, dwarsfluit, 2 hobo's, 2 violen, altviool en cello (of orgel)
- 1729 Kan man auch Trauben lesen von den Dornen, cantate voor de 8e zondag na Trinitatis, voor sopraan, alt, tenor, bas, gemengd koor, 2 hobo's, 2 violen, altviool en cello (of orgel)
- 1729 Laßet uns nicht lieben, cantate voor de 2e zondag na Trinitatis, voor sopraan, alt, tenor, bas, gemengd koor, 2 hobo's, 2 violen, altviool en cello (of orgel)
- 1729 Mein Freünd ist mein, cantate voor Quasimodogeniti (1e zondag na Pasen), voor sopraan, alt, tenor, bas, gemengd koor, dwarsfluit, 2 hobo's, 2 violen, altviool en cello (of orgel)
- 1729 Nun aber bleibt Glaube Hoffnung Liebe diese drey, cantate voor Quinquagesimae (ook Estomihi = laatste zondag voor het begin van de passietijd), voor sopraan, alt, tenor, bas, gemengd koor, 2 hobo's, 2 violen, altviool cello (of orgel)
- 1729 Rede Herr denn dein Knecht höret, cantate voor Pinkstermaandag, voor sopraan, alt, tenor, bas, gemengd koor, 2 hobo's, 2 violen, altviool cello (of orgel)
- 1729 Saget Danck alle Zeit, cantate voor Nieuwjaar, voor sopraan, alt, tenor, bas, gemengd koor, 2 trompetten in F, blokfluit, 2 hobo's, 2 violen, altviool en cello (of orgel)
- 1729 Schmecket und sehet wie freündlich der Herr ist, cantate voor de 2e zondag na Trinitatis, voor sopraan, alt, tenor, bas, gemengd koor, 2 hobo's, 2 violen, altviool en cello (of orgel)
- 1729 Sehet wir gehen hinauf gen Jerusalem, cantate voor Quinquagesimae (ook Estomihi = laatste zondag voor het begin van de passietijd), voor sopraan, alt, tenor, bas, gemengd koor, 2 hobo's, 2 violen, altviool cello (of orgel)
- 1729 Seyd Thäter des Worts, cantate voor Rogate (5e zondag na Pasen), voor sopraan, alt, tenor, bas, gemengd koor, 2 hobo's, 2 violen, altviool en cello (of orgel)
- 1729 Siehe wir preißen seelig, cantate voor Misericordias Domini (2e zondag na Pasen), voor sopraan, alt, tenor, bas, gemengd koor, 2 hobo's, 2 violen, altviool en cello (of orgel)
- 1729 So jemand spricht ich liebe Gott, cantate voor de 1e zondag na Trinitatis, voor sopraan, alt, tenor, bas, gemengd koor, 2 hobo's, 2 violen, altviool, cello (of orgel)
- 1729 Stehe auf Nordwind, cantate voor Pinksteren, voor sopraan, alt, tenor, bas, gemengd koor, 2 hobo's, viool, altviool, cello (of orgel)
- 1729 Thue Rechnung Von deinem Haußhalten , cantate voor de 9e zondag na Trinitatis, voor sopraan, alt, tenor, bas, gemengd koor, 2 hobo's, 2 violen, altviool, cello (of orgel)
- 1729 Uns ist bange, cantate voor Exaudi (6e zondag na Pasen), voor sopraan, alt, tenor, bas, gemengd koor, 2 hobo's, viool, altviool, cello (of orgel)
- 1729 Unser Glaube ist der Sieg, cantate voor Quasimodogeniti (1e zondag na Pasen), voor sopraan, alt, tenor, bas, gemengd koor, 2 hobo's, viool, altviool, cello (of orgel)
- 1729 Wer Christi Geist nicht hat ist nicht sein, cantate voor Pinksterdinsdag, voor sopraan, alt, tenor, bas, gemengd koor, 2 violen, altviool, cello (of orgel)
- 1729 Wer sich läst Düncken er stehe, cantate voor de 9e zondag na Trinitatis, voor sopraan, alt, tenor, bas, gemengd koor, 2 hobo's, 2 violen, altviool, cello (of orgel)
- 1729 Wer Sünde thut, der ist der Sünden Knecht, cantate voor de 7e zondag na Trinitatis, voor sopraan, alt, tenor, bas, gemengd koor, 2 hobo's, 2 violen, altviool, cello (of orgel)
- 1729 Wie solten wir in der Sünde leben wollen, cantate voor de 6e zondag na Trinitatis, voor sopraan, alt, tenor, bas, gemengd koor, 2 hobo's, viool, altviool, cello (of orgel)
- 1729 Wieder stehet dem Teüfel, cantate voor de 3e zondag na Trinitatis, voor sopraan, alt, tenor, bas, gemengd koor, 2 hobo's, 2 violen, altviool, cello (of orgel)
- 1729 Wir halten daß der Mensch gerecht werde, cantate voor de 13e zondag na Trinitatis, voor sopraan, alt, tenor, bas, gemengd koor, 2 hobo's, 2 violen, altviool en cello (of orgel)
- 1729 Wirf dein Anliegen auf den Herren der wird dich versorgen, cantate voor de 15e zondag na Trinitatis, voor sopraan, alt, tenor, bas, gemengd koor, 2 hobo's, 2 violen, altviool en cello (of orgel)
- 1729 Wo eüer Schatz ist, cantate voor Hemelvaartsdag, voor sopraan, alt, tenor, bas, gemengd koor, 2 trompetten in F, 2 hobo's, 2 violen, altviool en cello (of orgel)
- 1729 Wo hat sich dein Freünd hin gewandt, cantate voor Cantate (4e zondag na Pasen), voor sopraan, alt, tenor, bas, gemengd koor, 2 hobo's, 2 violen, altviool en cello (of orgel)
- 1729 Woher nehmen wir Brodt, cantate voor de 7e zondag na Trinitatis, voor sopraan, alt, tenor, bas, 2 hobo's, 2 violen, altviool, cello (of orgel)
- 1729 Wohlzuthun und mitzutheilen Vergeßet nicht, cantate voor Exaudi (6e zondag na Pasen), voor sopraan, alt, tenor, bas, gemengd koor, 2 hobo's, 2 violen, altviool en cello (of orgel)
- 1729-1730 Siehe da eine Hütte Gottes bey den Menschen, cantate voor Pinksteren, voor sopraan, alt, tenor, bas, gemengd koor, 2 hobo's, 2 violen, altviool en cello (of orgel)
- 1735 Dem Gerechten muß das Licht immer wieder aufgehen, cantate voor de 3e Advent, voor sopraan, alt, tenor, bas, gemengd koor, 2 dwarsfluiten, 2 hobo's, 2 violen, altviool en cello (of orgel)
- 1735 Du Tochter Zion freue dich sehr, cantate voor de 1e Advent, voor sopraan, alt, tenor, bas, gemengd koor, hoorn in F, 2 hobo's, 2 violen, altviool en cello (of orgel)
- 1735 Ehre sey Gott in der Höhe, cantate voor de Kerstmis, voor sopraan, alt, tenor, bas, gemengd koor, 2 trompetten in Es, 2 hoorns in Es, 2 hobo's, 2 violen, altviool en cello (of orgel)
- 1735 Ein jeglicher prüfe sein selbst Werck, cantate voor de 4e Advent, voor sopraan, alt, tenor, bas, gemengd koor, 2 hobo's, 2 violen, altviool en cello (of orgel)
- 1735 Kündlich groß ist das Gottseelige Geheimniß, cantate voor de 3e kerstdag, voor sopraan, alt, tenor, bas, gemengd koor, 2 hoorns in G, 2 hobo's, 2 violen, altviool en cello (of orgel)
- 1735 Ihr solt nicht wehnen, daß ich kommen bin, cantate voor de 2e kerstdag, voor sopraan, alt, tenor, bas, gemengd koor, 2 hobo's, 2 violen, altviool en cello (of fagot of orgel)
- 1735 So nun diß alles zergehen soll, cantate voor de 2e Advent, voor sopraan, alt, tenor, bas, gemengd koor, 2 hobo's, 2 violen, altviool en cello (of orgel)
- 1736 Ach, daß die Hülffe aus Zion über Israel käme, cantate voor Kerstmis, voor 4 vocaal solisten, 2 hobo's, 2 clarin-trompetten, 2 hoorns, 2 violen, 1 altviool, cello en orgel
- 1736 Ach daß ich Waßer genug hätte, cantate voor de 10e zondag na Trinitatis, voor sopraan, alt, tenor, hobo, 2 violen, altviool, cello en orgel
- 1736 Aller Augen warten auf dich Herr, cantate voor Laetare (4e zondag in de vastentijd), voor sopraan, alt, tenor, bas, 2 hobo's, 2 violen, altviool en cello of orgel
- 1736 Alles was ihr thut mit Worten oder Wercken, cantate voor Nieuwjaar, voor sopraan, alt, tenor, bas, gemengd koor, 2 hobo's, 2 violen, altviool, cello (of fagot of orgel)
- 1736 Befiehl dem Herrn deine Wege, cantate voor 12e zondag na Trinitatis, voor sopraan, alt, tenor, bas, 2 hobo's, 2 violen, altviool cello (of orgel)
- 1736 Bleibe bey uns denn es will Abend werden, cantate voor paasmaandag, voor sopraan, alt, tenor, bas, 2 hoorns in G, 2 dwarsfluiten, 2 violen, altviool en orgel
- 1736 Daran ist erschienen die Liebe Gottes gegen uns, cantate voor pinkstermaandag, voor sopraan, alt, tenor, bas, gemengd koor, dwarsfluit, 2 hobo's, 2 violen, altviool en cello (of orgel)
- 1736 Das Ende eines Dinges ist beßer denn sein Anfang, cantate voor de zondag na Kerstmis, voor sopraan, alt, tenor, bas, gemengd koor, 2 dwarsfluiten, 2 hobo's, 2 violen, altviool en cello (of orgel)
- 1736 Das ist sein Geboth, cantate voor de 13e zondag na Trinitatis, voor sopraan, alt, tenor, bas, 2 dwarsfluiten, 2 violen, altviool en cello (of orgel)
- 1736 Das weiß ich fürwahr, cantate voor Exaudi (6e zondag na Pasen), voor sopraan, alt, tenor, bas, 2 hobo's, altviool en cello (of fagot of orgel)
- 1736 Darzu ist erschienen der Sohn Gottes, cantate voor Oculi (3e zondag in de vastentijd), voor sopraan, alt, tenor, bas, 2 trompetten in D of 2 hoorns in D, dwarsfluit, 2 hobo's, 2 violen, altviool en cello (of orgel)
- 1736 Der Herr hat seinen Engeln befohlen, cantate voor het feest van de aartsengel Michaël, voor sopraan, alt, tenor, bas, gemengd koor, 2 hobo's, 2 violen, altviool en cello (of orgel)
- 1736 Der Herr ist in seinem Heiligen Tempel, cantate voor de 17e zondag na Trinitatis, voor sopraan, alt, tenor, bas, gemengd koor, 2 dwarsfluiten, 2 hobo's, 2 violen, altviool en cello (of orgel)
- 1736 Der Herr ist mein Hirte, cantate voor Misericordias Domini (2e zondag na Pasen), voor sopraan, alt, tenor, bas, 2 blokfluiten, 2 violen, altviool en cello (of orgel)
- 1736 Du hast Gewalt beydes über Leben und Todt, cantate voor de 16e zondag na Trinitatis, voor sopraan, alt, tenor, bas, gemengd koor, 2 hobo's, 2 violen, altviool en cello (of orgel)
- 1736 Es heilet sie weder Kraut noch Pflaster, cantate voor de 3e zondag na Epifanias, voor sopraan, alt, tenor, bas, gemengd koor, 2 hobo's, 2 violen, altviool en cello (of orgel)
- 1736 Es ist aber der Glaube eine gewiße Zuversicht, cantate voor Quasimodogeniti (1e zondag na Pasen), voor sopraan, alt, tenor, bas, 2 hobo's, 2 violen, altviool en cello (of orgel)
- 1736 Es ist keine Creatur für ihm unsichtbar, cantate voor de 9e zondag na Trinitatis, voor sopraan, alt, tenor, bas, 2 dwarsfluiten, 2 hobo's, 2 violen, altviool en cello (of orgel)
- 1736 Es sey denn, daß jemand wiedergebohren werde, cantate voor Trinitatis, voor sopraan, alt, tenor, bas, 2 hobo's, 2 violen, altviool en cello (of orgel)
- 1736 Freuet euch aber, daß eure Nahmen im Himmel geschrieben sind, cantate voor het feest van Johannes de Doper, voor sopraan, alt, tenor, bas, 2 dwarsfluiten, 2 violen, altviool cello (of orgel)
- 1736 Gedencket an den, cantate voor Judica (5e zondag in de vastentijd), voor sopraan, alt, tenor, bas, gemengd koor, hobo, 2 violen, altviool en cello (of fagot of orgel)
- 1736 Hab ich dir nicht gesagt, so du glauben würdest, cantate voor de 21e zondag na Trinitatis, voor sopraan, alt, tenor, bas, gemengd koor, hobo, 2 violen, altviool en cello (of orgel)
- 1736 Habe deine Lust an dem Herrn, cantate voor de 7e zondag na Trinitatis, voor sopraan, alt, tenor, bas, 2 hobo's, 2 violen, altviool en orgel
- 1736 Herr gehe nicht ins Gericht mit deinem Knechte, cantate voor de 22e zondag na Trinitatis, voor sopraan, alt, tenor, bas, gemengd koor, 2 hobo's, 2 violen, altviool cello (of orgel)
- 1736 Ich bin ein verirret und verlohren Schaf, cantate voor de 3e zondag na Trinitatis, voor sopraan, alt, tenor, bas, gemengd koor, 2 hobo's, 2 violen, altviool cello (of orgel)
- 1736 Ich ermahne eüch durch die herzliche Barmherzigkeit Gottes, cantate voor de 1e zondag na Epifanias, voor sopraan, alt, tenor, bas, gemengd koor, 2 hobo's, 2 violen, altviool cello (of orgel)
- 1736 Ich habe dich ein klein Augenblick Verlaßen, cantate voor Jubilate (3e zondag na Pasen), voor sopraan, alt, tenor, bas, gemengd koor, 2 hobo's, 2 violen, altviool cello (of orgel)
- 1736 Ich sehe den Himmel offen, cantate voor de 2e kerstdag, voor sopraan, alt, tenor, bas, gemengd koor, 2 hobo's, 2 violen, altviool cello (of orgel)
- 1736 Ich war todt, cantate voor Pasen, voor sopraan, alt, tenor, bas, 2 trompetten in D, 2 violen, altviool cello (of orgel)
- 1736 Ich weiß, mein Gott, daß du das Hertz prüfest, cantate voor 11e zondag na Trinitatis, voor sopraan, alt, tenor, bas, gemengd koor, 2 hobo's, 2 violen, altviool cello (of orgel)
- 1736 Ihr lieben, glaubet nicht einem jeglichen Geiste, cantate voor de 8e zondag na Trinitatis, voor sopraan, alt, tenor, bas, gemengd koor, 2 hobo's, 2 violen, altviool cello (of orgel)
- 1736 Laß mich gehen denn die Morgenröthe bricht an, cantate voor Reminiscere (2e zondag van de vastentijd), voor sopraan, alt, tenor, bas, gemengd koor, 2 hobo's, 2 violen, altviool cello (of orgel)
- 1736 Lehre mich thun nach deinen Wohlgefallen, cantate voor Pinksterdinsdag, voor sopraan, alt, tenor, bas, gemengd koor, 2 dwarsfluiten, 2 violen, altviool cello (of orgel)
- 1736 Lobe den Herrn meine Seele, cantate voor de 19e zondag na Trinitatis, voor sopraan, alt, tenor, bas, 2 hobo's, 2 violen, altviool cello (of orgel)
- 1736 Lobe den Herrn meine Seele und was in mir ist seinen heiligen Nahmen, cantate voor het feest Annuntiationis Domini (Maria-Boodschap), voor sopraan, alt, tenor, bas, gemengd koor, 2 hoorns in G, 2 hobo's, 2 violen, altviool cello (of orgel)
- 1736 Lobe den Herrn, meine Seele, cantate voor het feest Annuntiationis Domini (Maria-Boodschap), voor sopraan, alt, tenor, bas, gemengd koor, 2 trompetten in Es, 2 hobo's, 2 violen, altviool cello (of orgel)
- 1736 Mein Freund ist mir ein Püschel Myrrhen, cantate voor Quinquagesimae (ook Estomihi = laatste zondag voor het begin van de passietijd), voor sopraan, alt, tenor, bas, 2 dwarsfluiten, 2 violen, altviool cello (of orgel)
- 1736 Nun komme ich zu dir und rede solches in der Welt, cantate voor Cantate (4e zondag na Pasen), voor sopraan, alt, tenor, bas, gemengd koor, 2 dwarsfluiten, 2 hobo's, 2 violen, altviool cello (of orgel)
- 1736 Ruffe mich an in der Noth, cantate voor de 14e zondag na Trinitatis, voor sopraan, alt, tenor, bas, 2 dwarsfluiten, 2 hobo's, 2 violen, altviool en cello (of orgel)
- 1736 Seelig seyd ihr Armen denn das Reich Gottes ist euer, cantate voor 1e zondag na Trinitatis, voor sopraan, alt, tenor, bas, gemengd koor, 2 hobo's, 2 violen, altviool en cello (of orgel)
- 1736 Siehe, ich komme, im Buch ist von mir geschrieben, cantate voor Palmarum (Palmzondag), voor sopraan, alt, tenor, bas, gemengd koor, 2 hobo's, 2 violen, altviool cello (of orgel)
- 1736 Träume sind nichts, cantate voor de zondag na Nieuwjaar, voor sopraan, alt, tenor, bas, gemengd koor, 2 hobo's, 2 violen, altviool cello (of orgel)
- 1736 Träume sind nichts und machen doch schwere Gedancken, cantate voor de zondag na Nieuwjaar, voor sopraan, alt, tenor, bas, gemengd koor, 2 hobo's, 2 violen, altviool cello (of orgel)
- 1736 Und der Herr, nachdem Er geredt hatte, cantate voor Hemelvaartsdag, voor sopraan, alt, tenor, bas, gemengd koor, 2 hoorns in G, dwarsfluit, 2 hobo's, 2 violen, altviool cello (of orgel)
- 1736 Verachtest du den Reichthum seiner Güte, cantate voor de 2e zondag na Trinitatis, voor sopraan, alt, tenor, bas, gemengd koor, 2 hobo's, 2 violen, altviool cello (of orgel)
- 1736 Vergebet eüch unter einander, cantate voor de 6e zondag na Trinitatis, voor sopraan, alt, tenor, bas, gemengd koor, 2 hobo's, 2 violen, altviool en cello (of orgel)
- 1736 Vertraue Gott und bleibe in deinem Beruff, cantate voor de 5e zondag na Trinitatis, voor sopraan, alt, tenor, bas, gemengd koor, 2 hobo's, 2 violen, altviool cello (of orgel)
- 1736 Wandelt wie sichs gebühret eürem Beruff, cantate voor de 2e zondag na Epifanias, voor sopraan, alt, tenor, bas, gemengd koor, 2 hobo's, 2 violen, altviool cello (of orgel)
- 1736 Warlich warlich ich sage euch, cantate voor Rogate (5e zondag na Pasen), voor sopraan, alt, tenor, bas, 2 dwarsfluiten, 2 violen, altviool cello (of orgel)
- 1736 Wie lieblich sind auf den Bergen die Füße der Bothen, cantate voor het feest Annuntiationis Domini (Maria-Boodschap), voor sopraan, alt, tenor, bas, gemengd koor, 2 hoorns in F, 2 dwarsfluiten, 2 hobo's, 2 violen, altviool cello (of orgel)
- 1736 Wir haben ein festes prophetisches Wort, cantate voor Epifanias, sopraan, alt, tenor, bas, gemengd koor, 2 dwarsfluiten, hobo, 2 violen, altviool en cello (of orgel)
- 1736 Wir haben nicht einen Hohen Priester, cantate voor Invocavit (1e zondag van de vastentijd), voor sopraan, alt, tenor, bas, 2 hobo's, 2 violen, altviool en cello (of orgel)
- 1736 Wo Zween oder Drey Versammelt sind in meinem Nahmen, cantate voor Paasmaandag, voor sopraan, alt, tenor, bas, 2 hobo's, 2 violen, altviool cello (of orgel)
- 1736 Wohlthun ist wie ein geseegneter Garten, cantate voor de 4e zondag na Trinitatis, voor sopraan, alt, tenor, bas, gemengd koor, 2 hobo's, 2 violen, altviool cello (of orgel)
- 1736-1737 Es ist keine Obrigkeit ohne von Gott, cantate voor de 23e zondag na Trinitatis, voor sopraan, alt, tenor, bas, 2 hobo's, 2 violen, altviool cello (of orgel)
- 1736-1739 Der Mensch ist in seinem Leben wie Graß, cantate voor de 24e zondag na Trinitatis, voor sopraan, alt, tenor, bas, 2 hobo's, 2 violen, altviool en cello (of orgel)
- 1736-1739 Es ist aber nahe kommen das Ende aller Dinge, cantate voor de 25e zondag na Trinitatis, voor sopraan, alt, tenor, bas, gemengd koor, hobo, 2 violen, altviool en cello (of orgel)
- 1736-1739 Fürchtet Gott und gebt ihm die Ehre, cantate voor de 26e zondag na Trinitatis, voor twee gemengde koren, hobo, 2 violen, altviool en cello (of orgel)
- 1737 Ich will auffstehen und in der Stadt umgehen, cantate voor de 1e zondag na Epifanias, voor sopraan, alt, tenor, bas, 2 dwarsfluiten, 2 hobo's, 2 violen, altviool cello (of orgel)
- 1737 Ich will mich mit dir Verloben, cantate voor de 2e zondag na Epifanias, voor sopraan, alt, tenor, bas, gemengd koor, 2 dwarsfluiten, 2 violen, altviool cello (of orgel)
- 1737 Seelig sind die Friedfertigen, cantate voor de 3e zondag na Epifanias, voor sopraan, alt, tenor, bas, gemengd koor, 2 hobo's, 2 violen, altviool en cello (of orgel)
- 1737 Wo ist der neü gebohrne König der Jüden, cantate voor Epifanias, voor sopraan, alt, tenor, bas, 2 hobo's, 2 violen, altviool en cello (of orgel)
- Ach, daß ich hören sollte, cantate voor dinsdag naar Pasen
- Alles was ihr wollt, was euch die Leute thun, cantate voor de 4e zondag na Epifanias
- Denen aus Zion, wird ein Erlöser Kommen, cantate voor de 2e kerstdag
- Der Herr ist in seinem heiligen Tempel, cantate voor Maria Lichtmis
- Erwecke dich Herr, cantate voor de 4e zondag na Epifanias
- Es ist alles eüer, cantate voor de 18e zondag na Trinitatis, voor sopraan, alt, tenor, bas, gemengd koor, 2 hobo's, 2 violen, altviool en cello (of orgel)
- Herr, hier ist gut seyn, cantate voor de 5e zondag na Epifanias
- Ich habe einen guten Kampf gekämpfet, cantate voor Septuagesimae (50 dagen voor Pasen)
- Ihr seyd alle Gottes Kinder durch den Glauben, cantate voor Nieuwjaar
- Öffne mir die Augen, cantate voor de 18e zondag na Trinitatis, voor sopraan, alt, tenor, bas, gemengd koor, 2 hobo's, 2 violen, altviool en cello (of orgel)
- Seelig sind die reines Hertzens sind, cantate voor Reminiscere (2e zondig in de vastentijd)
- Seyd niemand nichts schuldig, cantate voor de 4e zondag na Epifanias
- Siehe, ich sehe den Himmel offen, cantate voor de 2e kerstdag
- So laßet uns nun fürchten, cantate voor de 20e zondag na Trinitatis
- Wer gewaschen ist darf nicht denn die Füße waschen, cantate voor de Witte Donderdag
- Wir rühmen uns der Trübsalen, cantate voor Sexagesimae (2e zondag voor de Passitijd)
- Wunder Mutter Wunder Kind, cantate voor de 1e zondag na Kerstmis

#### Wereldse cantates
- Toback du edle Panacée, cantate voor bas solo, 2 violen, altviool en klavecimbel

#### Cantates, waar het auteurschap van Stölzel niet duidelijk is
(zie de publicatie van Fritz Hennenberg)
- 1729 Beschließet einen Rath, cantate voor Nieuwjaar, voor sopraan, alt, tenor, bas, 2 hobo's, 2 violen, altviool, cello (of klavecimbel of orgel)
- 1729 Aus Gnaden seÿd ihr seelig worden, cantate voor de 1e zondag na Nieuwjaar, voor sopraan, alt, tenor, bas, gemengd koor, 2 hobo's , 2 violen, altviool en cello (of orgel)
- 1729 Wir haben hier keine bleibende Stadt, cantate voor jubilate, voor sopraan, alt, tenor, bas, gemengd koor, 2 hobo's, 2 violen, altviool en orgel

### Kamermuziek
- Sonata Nr. 5 à 4, voor hobo, viool, hoorn en basso continuo

### Werken voor klavecimbel
- Enharmonische Claviersonate
- Partia in g-moll (uit het Clavier-Büchlein für Wilhelm Friedemann, met toegevoegd Menuet-Trio gecomponeerd door J.S.Bach [BWV 929])

## Media
1. ↑  Concerto in D majeur door Adrian Michel en Elias Heigold (trompet solo) en "Trompeten-Ensemble der Hochschule Luzern" o.l.v. Jörg Conrad
2. ↑  Rombach Wissenschaften, deel 12: ’’Barockoper in Leipzig (1693-1720)’’, Michael Maul, blz. 194, 923-925; 2009.
3. ↑   Musikverlag Martin Krämer (24-8-2017), Gottfried Heinrich Stölzel, Sieben Arien. Gearchiveerd op 28 januari 2021.

- Bibsys: 3119367
- Biblioteca Nacional de España: XX1561778
- Bibliothèque nationale de France: cb14791440c (data)
- Gemeinsame Normdatei: 118618458
- International Standard Name Identifier: 0000 0000 8356 2965
- Library of Congress Control Number: n82001190
- Nationale Bibliotheek van Letland: 000153614
- MusicBrainz: 38ed646d-8a2f-44b3-b69a-3904db4ba37b
- Nationale Bibliotheek van Tsjechië: xx0027668
- Nationale Bibliotheek van Israël: 987007283527405171
- Nationale Bibliotheek van Polen: a0000002482153
- Nederlandse Thesaurus van Auteursnamen: 068887299
- Istituto Centrale per il Catalogo Unico: LO1V193433
- SNAC: w6wm1dxj
- Système universitaire de documentation: 08073376X
- Virtual International Authority File: 10112575
- WorldCat: E39PBJcBXdqxTK98bp3pKxPbBP